# Josenii Bârgăului
Josenii Bârgăului is een Roemeense gemeente in het district Bistrița-Năsăud.
Josenii Bârgăului telt 5214 inwoners.